# 尖头湖
尖头湖是一个位于中国西藏自治区日土县的湖泊，面积约为38平方千米。